# Прокопий (Георгантопулос)
Митрополи́т Проко́пий (греч. Μητροπολίτης Προκόπιος, в миру Анто́ниос Георганто́пулос, греч. Αντώνιος Γεωργαντόπουλος; 10 декабря 1932, Пирей — 6 апреля 2015, Салоники) — епископ Элладской православной церкви (формально также Константинопольской православной церкви), митрополит Новокринийский и Каламарийский (1974—2015).

## Биография
В 1956 году митрополитом Идрским, Спецским и Эгинским Прокопием был рукоположен в сан диакона, а в 1960 году епископом Фавмакским Хризостомом был рукоположен в сан священника с возведением в сан архимандрита.
В 1968 году окончил богословский институт Афинского университета.
Служил в качестве приходского священника, проповедника и духовника в Пирее, в церкви Святой Троицы и храме святого Спиридона.
26 мая 1974 года был хиротонисан во епископа и возведён в достоинство митрополита Новокринийского и Каламарийского.
Скончался 6 апреля 2015 года в 424-м военном госпитале, куда был госпитализирован в связи с болезнью.